# Cat Deeley
Catherine Elizabeth "Cat" Deeley, född 23 oktober 1976 i West Bromwich, West Midlands, är en brittisk DJ, programledare, skådespelare och före detta fotomodell. Hon ledde talangshowen Stars in Their Eyes från 2004 till 2006. Sedan 2006 är hon programledare för So You Think You Can Dance. Mellan 2014 och 2015 spelade hon rollen som Camomile White i TV-serien Deadbeat.
Sedan 2024 är Deeley en av programledarna för This Morning.